# قلب أمه (فلم)
قلب أمه هو فيلم مصري من إنتاج عام 2018، الفيلم من بطولة شيكو وهشام ماجد، ومن إخراج عمرو صلاح.
الفيلم هو التجربة السينمائية الأولى في الإخراج لعمرو صلاح، والتجربة الأولى للمؤلفين أحمد محيي ومحمد محمدي، وهو ثاني فيلم يجمع شيكو مع هشام ماجد بعد انفصالهما عن زميلهما أحمد فهمي، وكان الفيلم الأول لهما معاً هو حملة فريزر.

## القصة
تدور أحداث الفيلم في اطار كوميدي حول شخص يدعى مجدى تختوخ (شيكو) زعيم عصابة يتعرض لحادث وتُجري له علمية زراعة قلب سيدة تُدعى خلود أحمد السمنودي (دلال عبد العزيز). يعيش بعدها بمشاعر حنان تجاه ابنها الوحيد يونس (هشام ماجد). أحمد محارب